# Le donne (Fabri Fibra)
Le donne è un singolo del rapper italiano Fabri Fibra, pubblicato il 22 aprile 2011, quarto estratto dal sesto album in studio Controcultura.

## Descrizione
Il brano vuole essere una sorta di tributo alle donne: Fibra ribadisce che di fronte a tutte le donne di spettacolo o, semplicemente, solo molto belle, non c'è confronto con le vere donne, comuni, di tutti i giorni, che il rapper preferisce di gran lunga a prescindere dal fisico.

### Remix
Il 28 giugno 2011 viene pubblicato un remix del brano che vede la partecipazione del beatmaker italiano Roofio dei Two Fingerz. In questa versione il testo risulta diverso: in particolare, vengono apportate delle censure all'ultima strofa (non viene nominata Lory Del Santo, non vengono fatti riferimenti specifici a opinioni su di lei e sulla situazione femminile a Santo Domingo).

## Video musicale
Un'anteprima del videoclip del brano di trentadue secondi è stata presentata sul canale ufficiale YouTube dell'artista il 19 aprile 2011. Il video è stato diretto da Cosimo Alemà, ed è stato pubblicato il 9 maggio dello stesso anno.
Il video è composto da scene di suoi concerti in cui vengono inquadrate le ragazze sotto il palco, alternate a scene con donne che svolgono il loro lavoro quotidiano, dal fruttivendolo o in sartoria, facendo così risaltare il loro valore rispetto allo stereotipo di donna perfetta coincidente alla bellezza o al successo internazionale e via dicendo.

## Tracce
1. Le donne Remix (Fabri Fibra vs. Roofio) – 3:50

## Classifiche
| Classifica (2013) | Posizione massima |
| ----------------- | ----------------- |
| Italia            | 14                |